# Psaronius
Psaronius (лат.) — род вымерших древовидных папоротников. Был широко распространён на всех континентах. Высота ствола 10 м, диаметр 1 м, на вершине располагалась крона 4—5 перисторассечёных листьев. Стебель был окружён листо-корневым чехлом. Время произрастания верхний карбон — пермь. 

## Этимология
Слово Psaronius происходит от греческого ψαρονιος (псароний, драгоценный камень), корень которого — ψαρον (псарон, птица-скворец).  В Германии камень назывался нем. staarstein. И на английском языке он назывался либо звездным камнем, либо скворечным камнем. 

## Описание
Как и многие вымершие растения, псароний известен различными индивидуальными ископаемыми частями, которые не всегда встречаются вместе. Основные части включают в себя: корневую мантию, стебель, ветви, колени (fiddleheads) и листья со спорами. 

### Корневая мантия
Необычная особенность заключается в том, что у псарония не было настоящего ствола, но у него была массивная корневая мантия, образованная сотнями корешков. Эти корешки называются случайными, потому что они появляются в нетипичном месте. Эти адвентивные корни возникают в центральном стебле высоко в дереве. Этот центральный стебель становится меньше в растении, так что у основания мантия полностью состоит из корней. В некоторых экземплярах эта мантия имеет диаметр более 1,0 м у основания дерева. 